# Waikīkī (2020)
Waikīkī ist ein Film des hawaiischen Regisseurs Christopher Kahunahana aus dem Jahr 2020.

## Handlung
Kea wird zunächst in einer kurzen Szene als Tänzerin vorgestellt, die nach dem bekannten romantisierenden Lied „Waikīkī“ (1938) von Andy Cummings Hula tanzt. Anschließend wird sie als Bar Hostess gezeigt, die wegen dieses Jobs von ihrem Partner Branden beschimpft und misshandelt wird. Sie flüchtet in ihrem Transporter in die Nacht und fährt dabei den Obdachlosen Wo an, der gerade die Straße überquert. Er wird für die nächsten Tage ihr stummer Begleiter, während sie erfolglos versucht, eine neue Wohnung zu bekommen und schließlich auch den Transporter verliert.
Am Tag nachdem der mysteriöse Wo in ihr Leben getreten ist, verspätet sich Kea in der Schule, in der sie Hawaiisch unterrichtet. Sie erläutert der Klasse das hawaiische Sprichwort „He aliʻi ka ʻāina; he kauwā ke kanaka“ (Das Land ist der Aliʻi, der Mensch ist sein Diener) und seine tiefere Bedeutung, dass die Menschen vom lebensspendenden Land abhängig sind.
Die Handlung wird mehrfach einerseits durch Aufnahmen von Bergen, Wasserfällen und Wasserläufen unterbrochen und andererseits durch Rückblenden, in denen Kea als Kind mit seiner Großmutter gezeigt wird. Diese lehrt sie das Kinderlied „Ke Ao Nani“ (diese wunderbare Welt) von Mary Kawena Pukui und wie es als Hula noho (Hula im Sitzen) getanzt wird. Auch wenn sich Kea während ihres Lebens als Obdachlose verzweifelt fragt, „ob alles gut ausgehen wird“, erscheint ihr die Großmutter. Weitere die Handlung unterbrechende Rückblenden, in denen sie als Kind mit Uncle Bully zu sehen ist, deuten Missbrauch und Gewalt an.
Schließlich kniet Kea auf dem Boden eines Parkgeländes auf Sand Island mit dem Blick über den Hafen von Honolulu hinweg auf die Skyline von Kakaʻako gerichtet und tanzt singend das gesamte Lied „Ke Ao Nani“ als Hula noho. Der Abschluss des Liedes „He inoa no nā kamaliʻi“ (zu Ehren der Kinder) leitet über zur letzten Rückblende die Kea wieder als Kind mit ihrer Großmutter zeigt. Am Schluss ist sie erneut wie in der ersten Szene auf einer kleinen Bühne Hula tanzend zu „Waikīkī“ zu sehen, während im Hintergrund durch ein großes Fenster der südöstlich von Waikīkī liegende Lēʻahi zu sehen ist.
Während des Abspanns erklingt unter anderem das Protestlied „Look what they've done“ mit deutlicher Kritik am touristischen Waikīkī.

## Rezeption
In einer ausführlichen Rezension beschreibt Jeff Chang die Entstehungsgeschichte des Films und geht auf die zahlreichen Bezüge zur Kultur der kanaka maoli im Film ein.
Die deutsche Premiere fand am 7. August 2025 im Kino Babylon in Anwesenheit von Danielle Zalopany und Christopher Kahunahana im Rahmen der Eröffnung des Filmfestivals Aloha Hawaiʻi statt.

## Auszeichnungen
- Hawaii Film Critics Society (HFCS) Winner 2021: bester Film aus Hawaii[10]